# Nyctiphanes couchii
Nyctiphanes couchii är en kräftdjursart som först beskrevs av Bell 1853.  Nyctiphanes couchii ingår i släktet Nyctiphanes, och familjen lysräkor. Arten är reproducerande i Sverige.